# 업무방해죄
| |
| 형법 刑法 |
| 형법학 · 범죄 · 형벌 죄형법정주의 |
| 범죄론 |
| 구성요건 · 실행행위 · 부작위범 간접정범 · 미수범 · 기수범 · 중지범 불능범 · 상당인과관계 고의 · 고의범 · 착오 과실 · 과실범 공범 · 정범 · 공동정범 공모공동정범 · 교사범 · 방조범 |
| 항변 |
| 위법성조각사유 · 위법성 · 책임 · 책임주의 책임능력 · 심신상실 · 심신미약 · 정당행위 · 정당방위 · 긴급피난 · 오상방위 · 과잉방위 · 강요된 행위                                     |
| 죄수 |
| 상상적 경합 · 연속범 · 병합죄 |
| 형벌론 |
| 사형 · 징역 · 금고 벌금 · 구류 · 과료 · 몰수 법정형 · 처단형 · 선고형 자수 · 작량감경 · 집행유예                                                                                  |
| 대인범죄 |
| 보통살인죄 · 존속살해죄 · 자살교사·방조죄 |
| 촉탁승낙살인죄 · 영아살해죄 · 낙태죄 |
| 상관살해죄 |
| 폭행죄 · 상해치사죄 · 절도죄 |
| 성범죄 · 성매매알선 · 강간죄 |
| 유괴 · 과실치사상죄 · |
| 대물범죄 |
| 손괴죄 · 방화죄 |
| 절도죄 · 강도죄 · 사기죄 |
| 사법절차 방해죄 |
| 공무집행방해죄 · 뇌물죄 |
| 위증죄 · 배임죄 |
| 미완의 범죄 |
| 시도 · 모의 · 공모 |
| 형법적 항변 |
| 자동증, 음주 & 착오 |
| 정신 이상 · 한정책임능력 |
| 강박 · 필요 |
| 도발 · 정당방위 |
| 다른 7법 영역 |
| 헌법 · 민법 · 형법 |
| 민사소송법 · 형사소송법 · 행정법 |
| 포털: 법 · 법철학 · 형사정책 |
| v • d • e • h |

업무방해죄(業務妨害罪)는 허위의 사실을 유포하거나 위계 또는 위력으로 사람의 업무를 방해함으로써 성립하는 범죄이다. 업무방해죄의 객체는 '사람의 업무'이다. 헌법상의 기본권을 침해하는 이유로 논란이 있는 형법상의 범죄이다. 특별법인 경범죄 처벌법 제3조 제2항에서도 "못된 장난 등으로 다른 사람, 단체 또는 공무수행 중인 자의 업무를 방해한 사람"을 업무방해로 규정하여 20만원 이하의 벌금, 구류나 과료로 처벌할 수 있다.

## 역사
일본 구형법에서 "농공의 고용인이 그 임금을 증액시키거나 또는 농공업의 상황을 변화시키기 위하여 사용자 및 다른 고용인에 대하여 위계·위력으로써 방해한 경우를 처벌한다”고 규정한 ‘상업 및 농공업을 방해한 죄’를 수용하였다는 것이 법학계의 정설이다.
314조 업무방해가 단일 조문으로 되어 있었으나 인터넷 보급이 확산되기 시작하면서 컴퓨터를 통한 새로운 유형의 업무방해가 생겨나 이에 맞는 새로운 법도 필요해져 1995년 12월 29일에 형법 제314조 2항에 ‘컴퓨터 등 장애 업무방해’ 조항이 추가되어 1996년 7월에 시행되었다.

## 대한민국의 업무방해죄

### 조문
형법 제314조(업무방해죄)
① 제313조의 방법(허위의 사실을 유포하거나 기타 위계로써 사람의 신용을 훼손) 또는 위력으로써 사람의 업무를 방해한 자는 5년 이하의 징역 또는 1500만원 이하의 벌금에 처한다. 미수범은 처벌하지 않는다.

②컴퓨터등 정보처리장치 또는 전자기록등 특수매체기록을 손괴하거나 정보처리장치에 허위의 정보 또는 부정한 명령을 입력하거나 기타 방법으로 정보처리에 장애를 발생하게 하여 사람의 업무를 방해한 자도 제1항의 형과 같다.

### 대한민국의 업무방해죄에서 업무의 정의
업무란 사람이 사회생활상의 지위에 의하여 계속 반복의 의사로 행하는 사무를 말하며 업무는 사회상규상 보호할 가치가 있는 것이면 되고, 반드시 그 업무의 기초가 된 계약, 행정행위 등이 적법하여야 하는 것은 아니다.

### 대한민국의 업무방해죄에서 위력의 정의
‘위력’이란 사람의 자유의사를 제압·혼란케 할 만한 일체의 세력으로,  유형적이든 무형적이든 묻지  아니하므로,  폭력·협박은  물론  사회적·경제적·정치적 지위와 권세에 의한 압박 등도 이에 포함되고, 현실적으로 피해자의 자유의사가 제압될 것을 요하는 것은 아니지만, 범인의 위세, 사람 수, 주위의 상황 등에 비추어  피해자의  자유의사를 제압하기  족한  세력을  의미하는 것으로서,  위력에  해당하는지는 범행의 일시·장소, 범행의 동기, 목적, 인원수, 세력의 태양, 업무의 종류, 피해자의 지위 등 제반 사정을 고려하여 객관적으로 판단하여야 한다.

### 관련 범죄
업무방해죄와 유사한 범죄로 공무집행방해죄가 있다. 공무집행방해죄는 업무방해죄와 보호법익(사적 업무와 공무의 차이)과 보호대상이 다르고 행위유형이 좀 더 제한적이다. 업무방해죄의 업무처럼 보호법익으로서 범죄객체인 업무가 아닌, 가중처벌 되는 범죄주체로서 업무인 업무상 과실치사상죄가 있다.

### 업무방해의 결과 발생 요부
업무방해죄의 성립에 있어서는 업무방해의 결과가 실제로 발생함을 요하는 것은 아니고 업무방해의 결과를 초래할 위험이 발생하면 충분하다 할 것이나 결과발생의 염려가 없는 경우에는 본 죄가 성립하지 않는다. 판례 조경수 운반을 위하여 사용하던 피고인 소유 토지 위의 현황도로에 피고인이 축대를 쌓아 그 통행을 막은 사안에서, 피해자가 대체도로를 이용하여 종전과 같이 조경수 운반차량 운행이 가능하다는 이유로 결과발생의 염려가 없어 업무방해죄를 인정하지 않았다.

### 죄수

#### 공무집행방해죄
공무원이 직무상 수행하는 공무를 방해하는 행위에 대해서는 업무방해죄로 의율할 수 없다.

#### 재물손괴, 협박
업무방해의 과정에서 행하여진 재물손괴나 손괴의 행위가 업무방해의 죄에 대하여 별도로 고려되지 않을 만큼 경미하지 아니한 경우 실체적 경합이 된다.

### 대한민국의 업무방해죄 관련 판례

#### 긍정 사례
- 임대차계약 종료일 후 1주일 이내에 임차인이 물건을 반출하지 아니할 경우 임대인이 임차인 의 물건을 임의로 철거 • 폐기할 수 있다는 취지로 임대차계약을 체결하였다고 하더라도, 임대인이 임차인 점포의 간판을 철거하고 출입문을 봉쇄하였다면 업무방해죄가 성립한다.[6]
- 보험회사의 노조 쟁의대책위원회의 총무가 쟁의대책위원 등과 공모공동하여, 일요일을 제외한 1주일 동안 매일 약 1,500명 내지 약 2,000명의 노조원들을 동원하여 회사 건물에서 복도 점거, 꽹과리 등에 의한 소음발생 등의 방법으로 한 점거농성이 직장 또는 사업장시설의 전면적 또는 배타적인 점거에 해당할 뿐 아니라 폭력에 의한 업무저해행위까지도 수반한 것이어서 쟁의행위의 정당성의 한계를 벗어나 업무방해죄를 구성한다[7]
- 임대차계약 종료일 후 1주일 이내에 임차인이 물건을 반출하지 아니할 경우 임대인이 임차인의 물건을 임의로 철거․폐기할 수 있다는 취지로 임대차계약을 체결하였다고 하 더라도, 임대인이 임차인 점포의 간판을 철거하고 출입문을 봉쇄하였다면 업무방해죄가 성립한다.[8]
- 甲은 대표선출에 관한 규정에 위배하여 개최된 유림 총회의 회의를 위력으로 진행하지 못하 게 하고, 걸려 있는 현수막을 제거하였으며, 회의장에 들어가려는 대의원들을 회의에 참석하 지 못하게 하였다. 이로 인해 총회의 무기연기가 선언되었다.[9]
- 사립대학교 대학원생 甲은 석사학위 취득을 목적으로 타인에게 전체 논문의 초안작성을 의뢰 하고, 그에 따라 작성된 논문의 내용에 약간의 수정만을 가하였으면서도 자신이 직접 작성한 것처럼 속이고 지도교수에게 논문을 제출하여 심사를 통과하였다.[10]
- 대부업체 직원 甲은 대출금을 회수하기 위하여 소액의 지연이자를 문제 삼아 법적 조치를 거 론하면서 소규모 간판업자인 채무자의 휴대전화로 수백 회에 이르는 전화공세를 하였다.[11]

#### 부정 사례
- 피고인이 자신의 명의로 등록되어 있는 피해자 운영의 학원에 대하여 피해자에게 사전에 통고를 하였으나 피해자의 승낙을 받지 아니한 상태에서 폐원신고를 한 경우에는 위계에 의한 업무방해죄는 성립하지 않는다.[12]
- 주식회사 대표이사 甲은 주주총회에서 위력을 행사하여 개인 주주들이 발언권과 의결권을 행사하지 못하도록 방해하였다.[13]
- 재건축 조합장이었던 甲은 새로 선출된 재건축 조합장 직무대행자가 법원의 직무집행정지 가 처분결정에 의하여 그 직무집행이 정지되었음에도 불구하고 법원의 결정에 반하여 업무를 계 속하자 위력을 행사하여 이를 방해하였다.[14]
- 피고인이 피해자 게임회사들이 제작한 모바일게임의 이용자들의 게임머니나 능력치를 높게 할 수 있는 변조된 게임프로그램을 해외 인터넷 사이트에서 다운로드받은 다음, 위와 같은 게임프로그램을 제공한다는 것을 나타내는 문구가 게임프로그램 실행 시 화면에 나올 수 있도록 게임프로그램을 변조한 후 자신이 직접 개설한 모바일 어플리케이션 공유사이트 게시판에 위와 같이 변조한 게임프로그램들을 게시·유포하여 위계로써 피해자 게임회사들의 정상적인 영업업무를 방해하였다는 내용으로 기소된 사안에서, 피고인이 어떠한 방법으로 변조된 게임프로그램을 실행하여 게임서버에 접속하였는지에 관하여 전혀 특정하지 아니한 채 변조된 게임프로그램을 게시·유포하였다는 사실만으로는 위계에 의한 업무방해죄가 성립하지 않는다.[15]

#### 업무방해의 의미
- 업무방해죄의 성립에 있어서 업무방해의 결과가 실제로 발생함을 요하는 것은 아니고 업무방해의 결과를 초래할 위험이 발생하면 족하다고 할 것이며, 업무를 '방해한다'함은 업무의 집행 자체를 방해하는 것은 물론이고 널리 업무의 경영을 저해하는 것도 포함한다.[16]
- 업무방해죄는 위계 또는 위력으로써 사람의 업무를 방해한 경우에 성립하며(형법 제314조 제1항), ‘위력’이란 사람의 자유의사를 제압·혼란케 할 만한 일체의 세력을 말한다. 쟁의행위로서 파업( 노동조합 및 노동관계조정법 제2조 제6호)도, 단순히 근로계약에 따른 노무의 제공을 거부하는 부작위에 그치지 아니하고 이를 넘어서 사용자에게 압력을 가하여 근로자의 주장을 관철하고자 집단적으로 노무제공을 중단하는 실력행사이므로, 업무방해죄에서 말하는 위력에 해당하는 요소를 포함하고 있다.[17]

#### 위력의 의미
- 업무방해죄의 ‘위력’이란 사람의 자유의사를 제압·혼란케 할 만한 일체의 세력으로, 유형적이든 무형적이든 묻지 아니하므로, 폭력·협박은 물론 사회적·경제적·정치적 지위와 권세에 의한 압박 등도 이에 포함되고, 현실적으로 피해자의 자유의사가 제압될 것을 요하는 것은 아니지만, 범인의 위세, 사람 수, 주위의 상황 등에 비추어 피해자의 자유의사를 제압하기 족한 세력을 의미하는 것으로서, 위력에 해당하는지는 범행의 일시·장소, 범행의 동기, 목적, 인원수, 세력의 태양, 업무의 종류, 피해자의 지위 등 제반 사정을 고려하여 객관적으로 판단하여야 한다. 또한, 업무방해죄의 위력은 반드시 업무에 종사 중인 사람에게 직접 가해지는 세력만을 의미하는 것은 아니고, 사람의 자유의사를 제압하기에 족한 일정한 물적 상태를 만들어 사람으로 하여금 자유로운 행동을 불가능하게 하거나 현저히 곤란하게 하는 행위도 이에 포함될 수 있다.[18]
- 특정 회사가 제공하는 게임사이트에서 사설 프로그램 (‘한도우미 프로그램’)을 이용하여 약관상 양도가 금지되는 포커머니를 약속된 상대방에게 이전해 준 행위가, 위계에 의한 업무방해죄를 구성한다.[19]

#### 업무방해죄 긍정사례
- 임차인이 승낙없이 전차한 사건- 전차인이 임대인인 피고인의 승낙 없이 임차인으로부터 이 사건 지하실을 전차하였기 때문에 그 전대차로써 임대인인 피고인에게 대항할 수 없다고 하더라도 전차인이 불법침탈 등의 방법에 의하여 위 지하실의 점유를 개시한 것이 아니고 그 동안 평온하게 음식점영업을 하면서 점유를 계속하여 온 이상 동인들의 업무를 업무방해죄에 의하여 보호받지 못하는 권리라고 단정할 수 없다.[20]

- 아파트 사무실 경리 사건- 아파트관리사무실의 경리가 관리단 총회에서 새로이 선임된 관리인에 의하여 재임명되어 경리업무를 수행하여 온 경우, 위 관리인 선임에 무효사유가 있다고 하더라도 위 경리의 아파트관리업무가 업무방해죄의 보호대상에서 제외된다고 보기는 어렵다[21]

- 10명이 철제옷장으로 광업소 출입구를 봉쇄하고 바리케이드를 설치한 후 출근한 근로자 600여명이 탈의실에 들어가지 못하도록 한 것은 업무방해죄가 된다.[22]

- 2011년 전원합의체 판결로, 집단적 근로제공 거부는 당연히 업무방해죄에 해당한다는 기존의 판례를 변경했다. 쟁의행위로서의 파업이 언제나 업무방해죄에 해당하는 것은 아니고 제한된 경우 즉 전후 사정에 비춰 사용자가 예측할 수 없는 시기에 전격적으로 이루어져 사업운영에 심대한 혼란이나 막대한 손해를 초래하는 때에만 집단적 노무제공 거부가 `위력'에 해당해 업무방해죄가 성립한다고 견해를 바꾸었다.[23]

- 학부모들이 대학교 교무처장 등에게 자녀들의 부정입학을 청탁하면서 그 대가로 대학교측에 기부금 명목의 금품을 제공하고 이에 따라 교무처장 등이 그 들의 실제 입학시험성적을 임의로 고쳐 그 석차가 모집정원의 범위 내에 들도록 사정부를 허위로 작성한 다음 이를 그 정을 모르는 입학사정위원들에게 제출하 여 그들로 하여금 그 사정부에 따라 입학사정을 하게 함으로써 자녀들을 합격자 로 사정처리하게 한 것은 위계로써 입학사정위원들의 사정업무를 방해한 것이다.[24]

- 대부업체 직원이 대출금을 회수하기 위하여 소액의 지연이자를 문제삼아 법적 조치를 거론하면서 소규모 간판업자인 채무자의 휴대전화로 수백 회에 이르는 전화공세를 한 것이 사회통념상 허용한도를 벗어난 채권추심행위로서 채무자의 간판업 업무가 방해되는 결과를 초래할 위험이 있었다고 보아 업무방해죄를 구성한다.

- 현대중공업 노조위원장의 재판 방청을 위해 대의원 대회 결의를 거쳐 집단 조퇴하고 근로자 1만 2천명으로 하여금 집단 월차 휴가를 내게 하여 업무방해죄로 구속기소된 사건에서 부산고등법원이 무죄를 선고했으나 대법원 형사2부(주심 이회창)가 원심을 파기하고 환송했다.[25]

- 농지의 임대차가 농지개혁법상 무효인 사건

- 사업장 이전을 방해한 사건

- 서울중앙지방법원 형사1단독 김선혜 부장판사는 2004년 12월 12일에 서울 모 대학 편입시험 수험장에 무전기를 착용한 채 들어가 다른 고사장에서 시험을 치르는 박모(27)씨가 무전기를 통해 전달하는 답을 받아 시험 답안지를 작성하여 제출한 혐의(업무방해 등)로 불구속기소된 김모(24)씨 등 수험생 23명에게 징역 6월 집행유예 1년을 선고했다.[26]
- 면접점수를 조작해 신입직원을 부정 채용한 혐의로 구속기소되어 항소심에서 징역 10월 선고하면서 법정구속된 차준일 전 대전도시철도공사 사장의 유죄가 확정됐다.[27]
- 서울중앙지방법원 형사32부(부장판사 성창호)는 2019년 1월 31일 대기업들에게 퇴직자를 채용하도록 한 혐의로 구속기소 된 정재찬 전 공정거래위원회 위원장에 대해 징역 1년6월 집행유예 3년을 선고했다.[28]

#### 업무방해죄 부정사례
정당한 업무집행이라고 할 수 없는 행위에 대하여는 이를 위력으로 배제하였다고 하더라도 업무방해죄가 성립되지 아니한다.
- 공장의 이전을 방해한 사건

- 알프스 레스토랑 조경공사 사건

- 2014년 경북대병원 로비를 점거하며 파업을 벌였던 노동조합에 1심 유죄 판결을 깬 항소심 판단 대로 무죄 판결을 확정했다.[29]

- 위력으로써 공무원의 직무집행을 방해하는 경우 업무방해죄가 성립하지 아니한다.[30]

#### 업무 긍정사례
- 쟁의행위로서 파업이 언제나 업무방해죄에 해당하는 것으로 볼 것은 아니고, 전후 사정과 경위 등에 비추어 사용자가 예측할 수 없는 시기에 전격적으로 이루어져 사용자의 사업운영에 심대한 혼란 내지 막대한 손해를 초래하는 등으로 사용자의 사업계속에 관한 자유의사가 제압 혼란될 수 있다고 평가할 수 있는 경우에 비로소 집단적 노무제공의 거부가 위력에 해당하여 업무방해죄가 성립한다[31]
- 피고인을 비롯한 전국철도노동조합 집행부가 중앙노동위원회 위원장의 직권중재회부결 정에도 불구하고 파업에 돌입할 것을 지시하여, 조합원들이 사업장에 출근하지 아니한 채 업무를 거부하여 철도 운행이 중단되도록 함으로써 사용자(한국철도공사)에게 손해를 입힌 경우, 업무방해죄가 성립한다.[32]
- 경비원은 상사의 명령에 의하여 주로 경비업무 등 노무를 제공하는 직분을 가지고 있다고 할 것이니만치 상사의 명에 의하여 그 직장의 업무를 수행한다면 그것이 설사 일시적인 것이라 할지라도 업무방해죄의 업무에 해당한다고 할 것이다[33].

- 회사가 사업장의 이전을 계획하고 그 이전을 전후하여 사업을 중단 없이 영위할 목적으로 이전에 따른 사업의 지속적인 수행방안, 새 사업장의 신축 및 가동개시와 구사업장의 폐쇄 및 가동중단 등에 관한 일련의 경영상 계획의 일환으로서 시간적·절차적으로 일정기간의 소요가 예상되는 사업장 이전을 추진, 실시하는 행위는 그 자체로서 일정기간 계속성을 지닌 업무의 성격을 지니고 있을 뿐만 아니라 회사의 본래 업무인 목적 사업의 경영과 밀접불가분의 관계에서 그에 수반하여 이루어지는 것으로 볼 수 있으므로 이 점에서도 업무방해죄에 의한 보호의 대상이 되는 업무에 해당한다[34].

- 종중 정기총회를 주재하는 종중 회장의 의사진행업무 자체는 1회성을 갖는 것이라고 하더라도 그것이 종중 회장으로서의 사회적인 지위에서 계속적으로 행하여 온 종중 업무수행의 일환으로 행하여진 것이라면 그와 같은 의사진행업무도 형법 제314조소정의 업무방해죄에 의하여 보호되는 업무에 해당된다[35].

#### 업무 부정사례
- 피고인이 그가 경영하던 공장을 공소외 (갑)에게 양도하면서 미수 외상대금 채권의 수금권을 포기하기로 약정하고도 이를 외상채무자들에게 고지하지 아니하고 외상대금을 수령하였다 하여 이로써 위계로 위 공소외인의 공장경영의무를 방해한 것이라 할 수 없다.[36]
- 공무원이 직무상 수행하는 ‘공무’를 방해하는 행위에 대해서는 업무방해로 의율할 수 없다.[37]
- 법원의 직무집행정지 가처분결정에 의하여 그 직무집행이 정지된 자가 법원의 결정에 반하여 직무를 수행함으로써 업무를 계속 행하는 경우 그 업무는 업무방해죄에서 말하는 업무에 해당하지 않는다.

- 주주로서 주주총회에서 의결권 등을 행사하는 것은 주식의 보유자로서 그 자격에서 권리를 행사하는 것에 불과할 뿐 그것이 ‘직업 기타 사회생활상의 지위에 기하여 계속적으로 종사하는 사무 또는 사업’에 해당한다고 할 수 없다.[38]

- 건물 임대인이 구청장의 조경공사 촉구지시에 따라 임대 건물 앞에서 1회적인 조경공사를 하는데 불과한 경우는 계속적이 아닌 1회적인 사무로 “업무”에 해당되지 않는다.[39]

- 회사 운영권의 양도·양수 합의의 존부 및 효력에 관한 다툼이 있는 상황에서 양수인이 비정상적으로 위 회사의 임원변경등기를 마친 것만으로는 회사 대표이사로서 정상적인 업무에 종사하기 시작하였다거나 그 업무가 양도인에 대한 관계에서 보호할 가치가 있는 정도에 이르렀다고 보기 어려워, 양도인의 침해행위가 양수인의 ‘업무’에 대한 업무방해죄를 구성하는 것으로 볼 수 없다.[40]

- 업무방해죄에 있어서의 행위의 객체는 타인의 업무이고, 여기서 타인이라 함은 범인 이외의 자연인과 법인 및 법인격 없는 단체를 가리키므로, 법적 성질이 영조물에 불과한 대학교 자체는 업무방해죄에 있어서의 업무의 주체가 될 수 없다[41]

- 형법상 업무방해죄의 보호대상이 되는 '업무'라 함은 직업 기타 사회생활상의 지위에 기하여 계속적으로 종사하는 사무 또는 사업을 말하는 것인데, 주주로서 주주총회에서 의결권 등을 행사하는 것은 주식의 보유자로서 그 자격에서 권리를 행사하는 것에 불과할 뿐 그것이 '직업 기타 사회생활상의 지위에 기하여 계속적으로 종사하는 사무 또는 사업'에 해당한다고 할 수 없다(대판 2004. 10. 28, 2004도1256).

###### 위법행위의 업무포함 여부
- 공인중개사인 피고인이 자신의 명의로 등록되어 있으나 실제로는 공인중개사가 아닌 피해자가 주도적으로 운영하는 형식으로 동업하여 중개사무소를 운영하다가 위 동업관계가 피해자의 귀책사유로 종료되고 피고인이 동업관계의 종료로 부동산중개업을 그만두기로 한 경우, 피해자의 중개업은 법에 의하여 금지된 행위로서 형사처벌의 대상이 되는 범죄행위에 해당하는 것으로서 업무방해죄의 보호대상이 되는 업무라고 볼 수 없다.[42]

- 의료인이나 의료법인이 아닌 자가 의료기관을 개설하여 운영하는 행위는 그 위법의 정도가 중하여 사회생활상 도저히 용인될 수 없는 정도로 반사회성을 띠고 있으므로 업무방해죄의 보호대상이 되는 ‘업무’에 해당하지 않는다.[43]

## 권한없는 행위의 업무포함 여부
- 피해자가 도로관리청으로부터 권한을 위임받아 고속도록에서의 과적단속 업무를 담당하였는데, 피고인은 피해자로부터 축 조작을 의심받고 재측정을 요구받자 이를 거부하고 고속도로를 빠져나가려 하였다. 그런데 피해자는 재측정을 시킬 목적으로 차량에 올라탔고, 피고인은 그대로 차량을 진행하였다. 판례는 "도로관리청 또는 그로부터 권한을 위임받아 과적차량 단속을 위한 적재량 측정의 업무를 수행하는 자라고 하더라도, 적재량 측정을 강제할 수 있는 법령상의 근거가 없는 한, 측정에 불응하는 자를 고발하는 것은 별론으로 하고, 측정을 강제하기 위한 조치를 취할 권한은 없으므로, 이를 위한 조치가 정당한 업무집행이라고 볼 수 없다."고 하였다.[44]

- 운영권의 양도·양수 합의의 존부 및 효력에 관한 다툼이 있는 상황에서 양수인이 비정상적으로 위 회사의 임원변경등기를 마친 것만으로는 회사 대표이사로서 정상적인 업무에 종사하기 시작하였다거나 그 업무가 양도인에 대한 관계에서 보호할 가치가 있는 정도에 이르렀다고 보기 어려워, 양도인의 침해행위가 양수인의 ‘업무’에 대한 업무방해죄를 구성하는 것으로 볼 수 없다[45].

- 법원의 직무집행정지 가처분결정에 의하여 그 직무집행이 정지된 자가 법원의 결정에 반하여 직무를 수행함으로써 업무를 계속 행하는 경우 그 업무는 국법질서와 재판의 존엄성을 무시하는 것으로서 사실상 평온하게 이루어지는 사회적 활동의 기반이 되는 것이라 할 수 없고, 비록 그 업무가 반사회성을 띠는 경우라고까지는 할 수 없다고 하더라도 법적 보호라는 측면에서는 그와 동등한 평가를 받을 수밖에 없으므로, 그 업무자체는 법의 보호를 받을 가치를 상실하였다고 하지 않을 수 없어 업무방해죄에서 말하는 업무에 해당하지 않는다[46].

- 아파트관리사무실의 경리가 관리단 총회에서 새로이 선임된 관리인에 의하여 재임명되어 경리업무를 수행하여 온 경우, 위 관리인 선임에 무효사유가 있다고 하더라도 위 경리의 아파트관리업무가 업무방해죄의 보호대상에서 제외된다고 보기는 어렵다고 한 사례[47].

- 건물의 전차인이 임대인의 승낙 없이 전차하였다고 하더라도 전차인이 불법침탈등의 방법에 의하여 위 건물의 점유를 개시한 것이 아니고 그 동안 평온하게 음식점 등 영업을 하면서 점유를 계속하여 온 이상 전차인의 업무를 업무방해죄에 의하여 보호받지 못하는 권리라고 단정할 수 없다[48].

- 공인중개사인 피고인이 동업관계의 종료로 부동산중개업을 그만두기로 한 이상 공인중개사가 아닌 피해자의 중개업은 법에 의하여 금지된 행위로서 형사처벌의 대상이 되는 범죄행위에 해당하는 것으로서 사회통념상 도저히 용인될 수 없는 정도로 반사회성을 띠는 경우에 해당하여 업무방해죄의 보호대상이 되는 업무라고 볼 수 없다[49].

#### 위험범
- 업무방해죄의 성립에는 업무방해의 결과가 실제로 발생함을 요하지 않고 업무방해의 결과를 초래할 위험이 발생하는 것이면 족하다[50]

## 논란

### 노동권 탄압
일본 구형법에서 "농공의 고용인이 그 임금을 증액시키거나 또는 농공업의 상황을 변화시키기 위하여 사용자 및 다른 고용인에 대하여 위계·위력으로써 방해한 경우를 처벌한다”고 규정한 ‘상업 및 농공업을 방해한 죄’에서 유래한 법률이라는 것이 법학계의 정설인 업무방해죄는 "근로 제공 거부 이유만으로 업무방해죄 적용되는 한국뿐"이라는 비판이 있을 정도로 주로 노동운동을 탄압하는 목적으로 활용되었다. 1988년 3월 ~ 1991년 7월 사이 구속 사유가 확인된 노동자 1400여 명 가운데 업무방해죄가 적용된 경우가 785명, 노동쟁의조정법 위반은 357건이었다. 업무방해죄는 1988년 17건이었으나 1989년 248건, 1990년 308건으로 늘었다. 2002년부터 2006년까지 노동자의 노동 형사사건 1심 적용법조 비율로는 2순위인 노조법 3.2%보다 월등히 높은 30.2%를 기록하였다.
1996년 대한민국이 경제협력개발기구에(OECD) 가입하면서 OECD는 "업무방해죄 적용 개선 등 한국의 노사관계 법제도를 국제적 기준에 부합하도록 개정하라"고 했으나 그 이후에도 여전하여 국제노동기구(ILO)는 2007년 결사의 자유위원회 보고서에서부터 매년 "한국 정부가 어떤 폭력도 내포하지 않은 수많은 쟁의행위에 대해 업무방해를 이유로 조합원들을 체포·구속하고 있고, 업무방해죄가 파업권을 행사하는 노동자들을 탄압하는 수단으로 체계적으로 봉사하고 있다는 점에 주목한다"며 "형법상 업무방해죄를 결사의 자유 원칙에 부합하도록 개정할 것"을 권고했다.
2009년한국철도공사 파업에서 코레일과 경찰 쪽이 "철도 운행에 차질을 빚었기 때문에 업무방해 혐의를 적용할 수 있다"고 주장하였지만 강문대 변호사(민주사회를 위한 변호사모임)는 "노동조합법에 폭력을 수반한 쟁의행위 등에 대한 벌칙 조항을 따로 두고 있음에도 파업에 관행적으로 형법상 업무방해까지 함께 적용하고 있다. 출근하지 않고 노무 제공을 거부한 것에 대해 집단적으로 그런 행위가 이뤄졌다는 이유로 민사 책임을 넘어 형법을 동원해 적용하는 건 업무방해죄 남용”이라며 “일본이나 유럽 등지에서 파업을 업무방해로 다스리는 일은 없다”고 말했다. 이에 대해 법원은 2011년 3월 17일에 있었던 대법원 전원합의체 판례인 "업무방해죄 적용 여부는 '사용자가 예측할 수 없는 시기에 전격적으로 이루어져, 사용자의 사업운영이 심대한 혼란 내지 막대한 손해를 초래하는 경우'에만 성립한다"며 업무방해죄 무죄를 선고하였으나 2014년 8월 27일에 대법원 3부(주심 이인복 대법관)는 2009년 철도노조 파업에 참여해 업무방해 혐의로 기소된 이모 조합원 등 22명에게 "회사 측이 노조의 파업 예고에도 실제 강행을 예측할 수 없었고, 당시 파업으로 한국철도공사의 사업 운영에 심대한 혼란과 막대한 손해가 발생했다"며 업무방해 혐의를 유죄로 판단하면서 해당 파업이 "단체교섭 대상이 될 수 없는 구조조정 실시를 저지하는 데 목적이 있었고, 파업 직전까지 단체교섭이 완전히 결렬될 만한 상황도 아니었다”고 하면서 무죄가 선고되었던 원심을 깨고 유죄 취지로 대전지방법원에 파기환송했다.
대법원 판결에 앞서 2010년 4월 29일 헌법재판소는 업무방해죄 위헌심판 사건에서 합헌 결정을 하면서도 "다만, 헌법 제33조 제1항은 근로자의 단체행동권을 헌법상 기본권으로 보장하면서, 단체행동권에 대한 어떠한 개별적 법률유보 조항도 두고 있지 않으며, 단체행동권에 있어서 쟁의행위는 핵심적인 것인데, 쟁의행위는 고용주의 업무에 지장을 초래하는 것을 당연한 전제로 하므로, 헌법상 기본권 행사에 본질적으로 수반되는 것으로서 정당화될 수 있는 업무의 지장 초래의 경우에는 당연히 업무방해죄의 구성요건에 해당하여 원칙적으로 불법한 것이라고 볼 수는 없다. 단체행동권의 행사로서 노동법상의 요건을 갖추어 헌법적으로 정당화되는 행위를 범죄행위의 구성요건에 해당하는 행위임을 인정하되, 다만 위법성을 조각하도록 한 취지라는 해석은 헌법상 기본권의 보호영역을 하위 법률을 통해 지나치게 축소시키는 것이기 때문이다 "라는 단서를 붙였다.
이에 대해 2010년 5월 27일 ‘쟁의행위와 업무방해’를 주제로 한국노동법학회와 서울대학교 공익인권법센터, 국가인권위원회가 공동으로 개최하여 서울대학교에서 열린 학술 세미나에서 주제 발표자로 나온 조국 서울대 교수는 경영권과 노동3권이 충돌할 경우 "기업의 경제상의 창의와 투자의욕을 훼손시키지 않고 오히려 이를 증진시키며 기업의 경쟁력을 강화하는 방향으로 해결돼야 한다"고 명시한 대법원 판례에 대해 "근로자의 창의와 노동의욕을 훼손시키지 않고 이를 증진시키며 근로자의 경쟁력을 강화하는 방향 역시 중요함을 간과하고 있다”며 "집단적 노무제공거부 자체를 업무방해죄로 처벌하거나 준법투쟁, 피케팅, 직장점거에 대해서도 매우 인색하게 정당성을 인정하고 있는 것은 사실상 노동현장에서 일어나는 대부분의 쟁의행위를 범죄시 하는 것”이라고 지적했으며 토론자로 나온 장순욱 헌법재판소 연구관(판사)도 "대법원 판례의 태도는 근로자들의 단체행동권의 행사를 사실상 위축시키는 결과를 초래할 우려가 크다”고 말했다. 임지봉 서강대학교 헌법학 교수는 "헌법재판소의 결정이 단순합헌 형식을 취하고 있지만 결정이유를 들여다보면 업무방해죄규정에 대해 ‘~로 해석하는 한’ 합헌이라는 한정합헌의 의미를 담고 있다"고 하면서 "정당한 쟁의행위까지 업무방해죄 규정을 적용해 유죄 결정이 내려진다면 판결을 한 법관을 탄핵할 수 있다”며 “헌법상의 다른 국가기관 존중의무를 위반함으로써 헌법을 위배했기 때문”이라고 주장했다.

### 채용 비리
1999년 서울시농수산물공사가 일반상식에서 70점(24위)을 받아 합격권(13위) 밖이었던 김영진 의원이 채용 청탁한 자신의 후원회장 아들의 필기성적을 76점(10위)으로 위조해 합격시키고, 이듬해 사서직 공채 때 여성 응시자는 지원제한 연령을 넘겼지만 해당 조건을 ‘맞춤형’으로 변경하면서 합격하게 했던 허신행 사장에 대한 업무방해죄 사건에서 대법원(주심 안대희 대법관, 김영란, 김황식)은 "사장의 부당채용 지시, 이행"를 모두 사실로 인정했으나 "허신행 사장 지시로 점수조작, 지원자격 변경 등이 체계적으로 이뤄지면서 실무자들도 양해한 것으로 보인다." 며 사실상 공모관계를 인정하여 2007년 무죄를 확정했다.

### 1인 시위
코 성형수술을 했으나 실패하자 "파렴치한 인간이 내 코를 고의적으로 망가뜨렸다’는 내용을 담은 유인물을 만들어 뿌리면서 "각성하라. 내 코 원상복구하고 망친 내 인생 돌려달라"는 내용이 적힌 간판을 목에 걸고 병원 앞에서 1인시위를 하였다는 이유로 허위사실 유포에 의한 업무방해로 기소된 사건에서 1·2심은 모두 유죄로 인정했으나 대법원 3부(주심 신영철는 2011년 11월 9일에 "배씨가 돌렸다는 유인물은 병원을 비방하는 허위의 사실이 있고, 유포도 됐으므로 유죄"라고 하면서도 "간판은 내용이 사실관계를 언급한 것이 아니므로 범죄가 성립하지 않는다"고 하면서 혐의 가운데 유인물을 돌린 부분만 유죄로 인정하고 목에 간판을 건 부분은 무죄 취지로 파기해 광주지방법원으로 환송했다. 이에 대해 홍동기 대법원 공보관은 "대법원이 허위 사실이 아니라는 것을 확인했기 때문에 간판 시위가 유포에 해당하는지 판단하지는 않았다"고 했다.

대법원 형사3부(주심 이인복 대법관)는 2013년 2월 28일에 "2011년 1월 열흘여간 어린이집 앞에서 '땀 흘리며 어린이집 공사해준 노임 떼어먹는 어린이집에서 우리 아이가 무얼 배울까' 등 문구를 기재한 피켓을 목에 건채 번갈아가며 1인 시위를 했다"며 업무방해 등으로 기소된 송모씨 등 9명에 대해 "평화적인 방법으로 1인시위를 했을 뿐"이라고 주장에도 불구하고 "업무방해죄의 '위력'이란 유형적이든 무형적이든 묻지 않고, 어린이집은 학원이나 영업시설과는 달리 주변환경의 평온과 안전이 중시되는 점, 김씨 등이 사용한 피켓의 문구는 A씨의 명예를 훼손하는 내용으로 어린이집에 등원하는 원아들과 그 부모들의 의사결정에 충분히 영향을 미칠 수 있는 내용이므로 업무방해죄에서 말하는 위력을 인정하기에 충분하다"면서 벌금 30만~70만원을 선고한 원심을 확정했다.(2012도12321)

## 같이 보기
- 공무집행방해죄
- 전국노동조합협의회가 펴낸 <한국노동운동탄압백서>
- 한국형사정책연구원에서 펴낸 <노동쟁의 행위와 업무방해죄의 관계>(장영민·박강우)
- <민주법학>(1997)에 게재된 ‘파업에 대한 업무방해죄 적용불가론 및 업무방해죄의 위헌성’(김순태) 논문
- 국가인권위원회가 펴낸 <노동사건에 대한 형벌적용 실태조사 보고서>(2007)